# 寺山 (秦野市)
寺山（てらやま）は神奈川県秦野市の大字。同市の8地区の分類では東地区。

## 地理
丹沢山地の東に位置し、登山口も数多くある。県道70号線によって秦野市街や清川村宮ヶ瀬とつながれている。
町域は、東地区の中心機関のある南方の地域と、ヤビツ峠や護摩屋敷の水などがある北方の地域、さらにその北側には大山山頂に接する「丹沢寺山」と呼ばれる地域（それぞれ範囲図のA,B,Cの地域）がある。

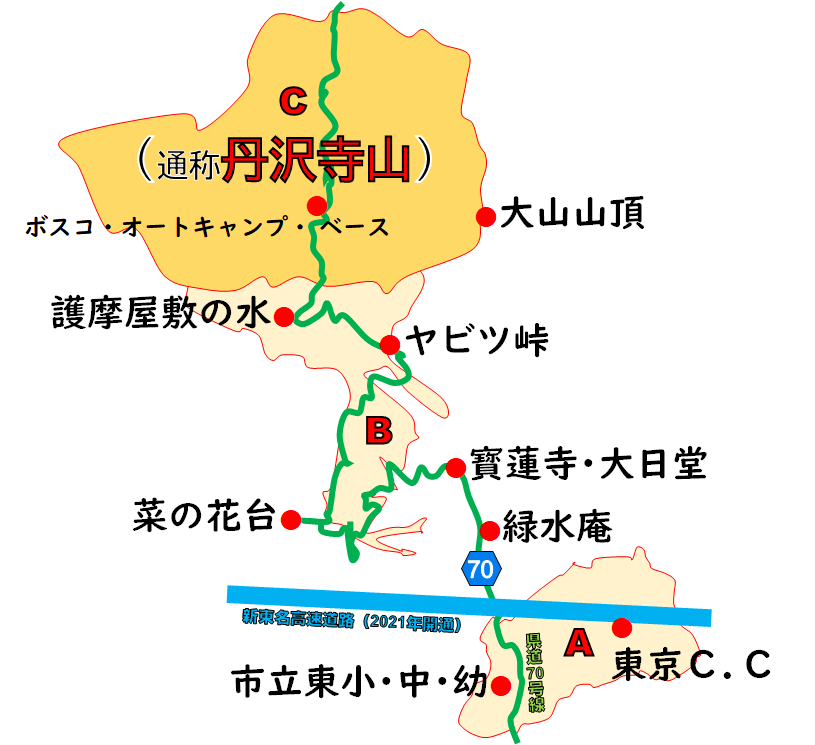
寺山の範囲図。Cの地域は「丹沢寺山」。緑色の線は県道70号、水色の線は新東名高速道路(建設中・2021年度開通予定)である。

## 世帯数と人口
2023年（令和5年）4月1日現在（秦野市発表）の世帯数と人口は以下の通りである。
| 大字 | 世帯数  | 人口    |
| ---- | ------- | ------- |
| 寺山 | 533世帯 | 1,327人 |

### 人口の変遷
国勢調査による人口の推移。
| 年                 | 人口  |
| ------------------ | ----- |
| 1995年（平成7年）  | 1,225 |
| 2000年（平成12年） | 1,294 |
| 2005年（平成17年） | 1,375 |
| 2010年（平成22年） | 1,410 |
| 2015年（平成27年） | 1,409 |
| 2020年（令和2年）  | 1,321 |

### 世帯数の変遷
国勢調査による世帯数の推移。
| 年                 | 世帯数 |
| ------------------ | ------ |
| 1995年（平成7年）  | 328    |
| 2000年（平成12年） | 383    |
| 2005年（平成17年） | 426    |
| 2010年（平成22年） | 469    |
| 2015年（平成27年） | 484    |
| 2020年（令和2年）  | 487    |

## 学区
市立小・中学校に通う場合、学区は以下の通りとなる（2021年5月時点）。
| 大字 | 丁目・番地 | 小学校           | 中学校           |
| ---- | ---------- | ---------------- | ---------------- |
| 寺山 | 全域       | 秦野市立東小学校 | 秦野市立東中学校 |

## 事業所
2021年（令和3年）現在の経済センサス調査による事業所数と従業員数は以下の通りである。
| 大字 | 事業所数 | 従業員数 |
| ---- | -------- | -------- |
| 寺山 | 33事業所 | 342人    |

### 事業者数の変遷
経済センサスによる事業所数の推移。
| 年                 | 事業者数 |
| ------------------ | -------- |
| 2016年（平成28年） | 31       |
| 2021年（令和3年）  | 33       |

### 従業員数の変遷
経済センサスによる従業員数の推移。
| 年                 | 従業員数 |
| ------------------ | -------- |
| 2016年（平成28年） | 268      |
| 2021年（令和3年）  | 342      |

## 交通

### 路線バス
- 小田急小田原線秦野駅より約20分

### 道路
- 新東名高速道路
- 県道70号線
- 県道701号線

## 周辺
- 秦野市立東小学校
- 秦野市立東中学校
- 秦野市立東幼稚園
- JAはだの 東支所
- 東秦野郵便局
- 東京カントリー倶楽部
- ボスコオートキャンプベース
- 金目川
- ヤビツ峠
- 護摩屋敷の水
- 大山

## その他

### 日本郵便
- 郵便番号 : 257-0023[3]（集配局 : 秦野郵便局[15]）。